# N 2 Gether Now
"N 2 Gether Now" é uma canção escrita por Fred Durst, Chris E. Martin e Clifford Smith, gravada pela banda Limp Bizkit.
É o terceiro single do segundo álbum de estúdio lançado em 1999, Significant Other.

## Paradas
| Ano  | Parada                           | Posição |
| ---- | -------------------------------- | ------- |
| 1999 | Hot R&B/Hip-Hop Singles & Tracks | 53      |
| 1999 | Rhythmic Top 40                  | 7       |
| 1999 | Billboard Hot 100                | 70      |
| 2000 | Billboard Rap Songs              | 17      |